# المدة النيابية الثامنة لمجلس النواب التونسي
المدة النيابية الثامنة لمجلس النواب في تونس هي المدة النيابية التي دامت ولايتها 5 سنوات وذلك بين 9 أبريل 1989 و9 أبريل 1994.

انتخب المجلس إثر انتخابات 2 أبريل 1989.

## تركيبة مجلس النواب
يعد مجلس النواب 141 مقعدا.

### المجموعات السياسية

مكونات مجلس النواب : |#C42A04|التجمع الدستوري الديمقراطي (141)

[[ملف:Elections législatives tunisiennes de 1989.svg|thumb|مكونات مجلس النواب : {{|#C42A04|التجمع الدستوري الديمقراطي (141)]]
| التجمع الدستوري الديمقراطي | 141 |
| المصدر : Nohlen et al.     |     |

### المكتب

#### 1990-1989
- صلاح الدين بالي, رئيس
- عمر بجاوي, نائب رئيس أول
- نزيهة مزهود, نائب رئيس ثاني

#### 1991-1990
- الباجي قائد السبسي, رئيس
- عمر بجاوي, نائب رئيس أول
- نزيهة مزهود, نائب رئيس ثاني

#### 1992-1990
- الحبيب بولعراس, رئيس
- المنذر الزنايدي, نائب رئيس أول
- نزيهة مزهود, نائب رئيس ثاني

#### 1993-1992
- الحبيب بولعراس, رئيس
- المنذر الزنايدي, نائب رئيس أول
- هادية قروي, نائب رئيس ثاني

#### 1994-1993
- الحبيب بولعراس, رئيس
- المنذر الزنايدي, نائب رئيس أول
- هادية قروي, نائب رئيس ثاني

## الحكومات
- حكومة حامد القروي